# Mar de Celebes

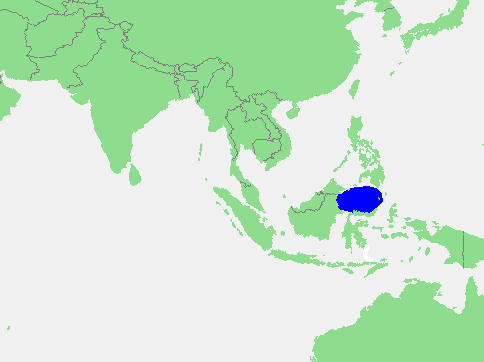
Mar das Celebes.

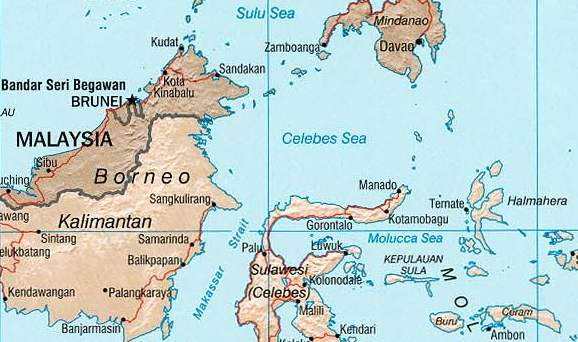
Mapa das ilhas de Bornéu e Celebes com a localização do mar de Celebes.

O mar de Celebes é um mar no Oceano Pacífico. É limitado a sul pela ilha de Celebes, a oeste pela ilha de Bornéu, a norte pela ilha de Mindanau e a leste por um cordão de pequenas ilhas, pertencentes à Indonésia, e que ligam a Celebes a Mindanau. O mar territorial é partilhado pela Indonésia (na sua maior parte), Filipinas e Malásia.
Liga ao Mar de Java pelo estreito de Macáçar.